# Francisco Zarco
Joaquín Francisco Zarco Mateos (4 de diciembre de 1829 -22 de diciembre de 1869), citado como Francisco Zarco, fue un político, periodista e historiador mexicano, miembro del Congreso Constituyente de 1856 y escritor liberal de la Reforma. Su labor periodística tuvo gran trascendencia y singularidad en la prensa mexicana, y por ella sufrió posteriormente persecuciones y prisión.

## Primeros años
Francisco Zarco nació el 3 de diciembre de 1829 en la ciudad de Durango. Su nombre completo fue Joaquín Francisco Zarco Mateos. Fue hijo de Joaquín Zarco, coronel del ejército de Morelos y defensor de la patria en guerras extranjeras y en la Revolución de Ayutla,  (fallecido el 20 de noviembre de 1855) y de María Mateos Medina (fallecida el 21 de marzo de 1851). Tuvo dos hermanos, Ana, nacida en 1842, y Joaquín Gregorio, el 21 de marzo de 1851.Cuando aún no había cumplido un año, la familia tuvo que mudarse a la capital de México por cambios políticos ocurridos en su estado natal.

### Formación
Estudió dos años en el Colegio de Minas, donde aprendió inglés, francés, italiano y latín. También cursó las materias de Derecho, Teología y Ciencias Sociales, pero su formación fue principalmente autodidacta.

## Labor periodística y literaria
La labor periodística de Francisco Zarco duró toda su vida; sin embargo, la parte dedicada a la literatura se redujo a un periodo de siete años: comenzó en 1849, con la publicación de "El porvenir" y "La gota de rocío" en El Álbum Mexicano, y finalizó en 1855, cuando optó por escribir exclusivamente sobre asuntos políticos. Sus colaboraciones literarias fueron: cuadros de costumbres, artículos morales y descriptivos, poemas, crónicas de espectáculos y prosa poética. Su estética es de filiación romántica.
El 12 de marzo de 1850 fundó al lado de Antonio Pérez Gallardo, El Demócrata, un periódico político, literario y comercial. Pese a lo efímero –seis meses–, esta publicación se enfocaba en diversas áreas de interés público. Entre otros temas se hablaba sobre las reformas indispensables “para alcanzar la prosperidad y el orden de la sociedad”, las relaciones exteriores, la inmigración, acerca del estado de la Hacienda Pública, el crédito público y la libertad del comercio, la colonización, así como ideas de una política proteccionista.
Los dos primeros editoriales de este periódico fueron La situación actual de la República y Los Partidos Políticos.  Se publicaron también artículos de ciencias y artes, crónicas de teatro y un “boletín bibliográfico, en el que se examinaban obras tanto nacionales como extranjeras. En la cuestión literaria, se buscó incansablemente plantear un concepto sobre literatura nacional, que era un tema bastante discutido, sobre todo en la primera parte del siglo XIX.
Debido a la represalia que Francisco Zarco, Antonio Pérez Gallardo y el dueño de la imprenta sufrieron luego de criticar la candidatura de Mariano Arista, El Demócrata se vio seriamente afectado. El 8 de agosto, ya con Zarco nuevamente a cargo, salió el último número. Fue entonces cuando el periodista decidió apartarse de los artículos políticos por un breve lapso y continuó con la redacción de textos literarios.
Es en este diario donde Zarco se declara contrario a la candidatura de Arista, al negar que éste fuera una elección favorable para la federación porque: “no es hombre de Estado, porque no tiene convicciones políticas, porque su vida pasada no inspira confianza a los amigos de las instituciones democráticas”.
El 1 de junio de 1851, con el “Discurso sobre el objeto de la literatura”, tomó posesión de la presidencia del Liceo Hidalgo, uno de los principales cenáculos literarios preocupados por dar impulso a los escritores mexicanos. Durante ese mismo año nació La Ilustración Mexicana, revista editada bajo la supervisión de Ignacio Cumplido y en la que Zarco colaboró hasta 1854. A esto hay que añadir que entre 1851 y 1852 publicó diecinueve textos en el mismo periódico y escribió veinticuatro composiciones para el Presente Amistoso. Dedicado a las señoritas mexicanas. El 1 de enero de 1852 comenzó a publicar en El Siglo Diez y Nueve (diario para el que escribe su último editorial), y el 30 de abril de 1853 tomó el puesto de editor responsable.
En el periódico Las Cosquillas, considerado como un bisemanario humorístico, en colaboración con otros periodistas, Zarco escribió bajo el seudónimo de “Fortún”.
El 15 de junio de 1863 fundó, en San Luis Potosí, La Independencia Mexicana, y un año más tarde, con el establecimiento del gobierno en Saltillo, también La Acción. Sus tareas periodísticas se vieron ininterrumpidas desde este momento. Durante su estancia en Nueva York, colaboró para el periódico norteamericano The Herald y para otras publicaciones hispanoamericanas, como El Mercurio, de Chile, y La Nación de Argentina.

### Obra
Aparte de la Historia del Congreso Extraordinario Constituyente de 1856 y 1857, Francisco Zarco no vio publicada su obra en libros, y lo que se conoce de él procede de antologías o compilaciones posteriores a su muerte. 
Antología
De 1989 a 1994, Boris Rosen Jélomer se dio a la tarea de reunir en veinte volúmenes toda su producción. Los tomos están titulados según su contenido y se dividen de la siguiente manera: del tomo I al tomo XVI tienen por nombre “Periodismo político y social”, con excepción de los tomos IX, XIII y XIV, titulados, respectivamente: “Debate en el congreso constituyente 1856-1857. Legislación”, “Artículos periodísticos desde el exilio, Nueva York, 1865-1867.1” y “Artículos periodísticos desde el exilio, Nueva York, 1865-1867.2”. El tomo XVII: “Literatura y variedades. Poesía. Crítica literaria” reúne sus reflexiones sobre la literatura y su obra poética, que fue muy escasa. El tomo XVIII presenta sus “Discursos parlamentarios y cívicos. Estudios biográficos”, y el tomo XIX, “Crónicas de teatro, la ciudad y la moda”, contiene sus aportaciones cronísticas al campo de la moda y al teatro. Finalmente, el tomo XX, “Información europea. Secretaría de Relaciones Exteriores. Cartas.”, recoge algunas de sus intervenciones durante su labor como Oficial Mayor en la Secretaría de Relaciones Exteriores, cargo que ocupó gran parte de su vida. Algunos tomos cuentan con un estudio introductorio en el que se destacan puntos referentes a su quehacer.
Obra política
Existen recopilaciones centradas únicamente en sus textos de carácter político. En primer lugar, el libro Comentarios de Francisco Zarco sobre la intervención francesa 1861-1863 (1929), una selección que Antonio de la Peña hace de los comentarios del duranguense en el marco de la segunda intervención francesa. De temática similar, Francisco Zarco ante la intervención francesa y el Imperio (1863-1864), de 1958, en el cual Óscar Castañeda Batres retoma algunos artículos publicados en La independencia mexicana. En el libro Francisco Zarco (1961), el mismo autor hace una reconstrucción pormenorizada de la biografía del periodista. Por su parte, en Artículos periodísticos desde el exilio de Nueva York, 1865-1867 (1982), Carlos Justo Sierra rescata los artículos que Zarco escribió durante su estancia en el extranjero. En torno a su pensamiento acerca de la guerra de la Reforma, Raymond C. Wheat presenta una compilación de textos en Francisco Zarco: el portavoz de la Reforma (1957). En el mismo año, se publica Textos políticos con una introducción y selección de Xavier Tavera Alfaro.
Obra literaria
Otras compilaciones tratan de rescatar su faceta como literato. En Escritos literarios, publicado en 1968, René Avilés Fabila reúne un total de 78 textos, en su mayoría literarios, y los distribuye en tres apartados que llama libros: “Cristiano amanecer”, “Surge Fortún” y “Bajo su nombre”. Su selección contiene cuadros descriptivos, artículos de diversa índole, parábolas acerca de la mujer y retratos sobre la naturaleza. Francisco Zarco, selección y estudio preliminar de José Woldenberg (1996), se divide en los textos políticos y algunos de temática literaria. Castillos en el aire y otros textos mordaces  (1984) contiene una colección de diez artículos escritos entre 1851 y 1854.

## Vida política

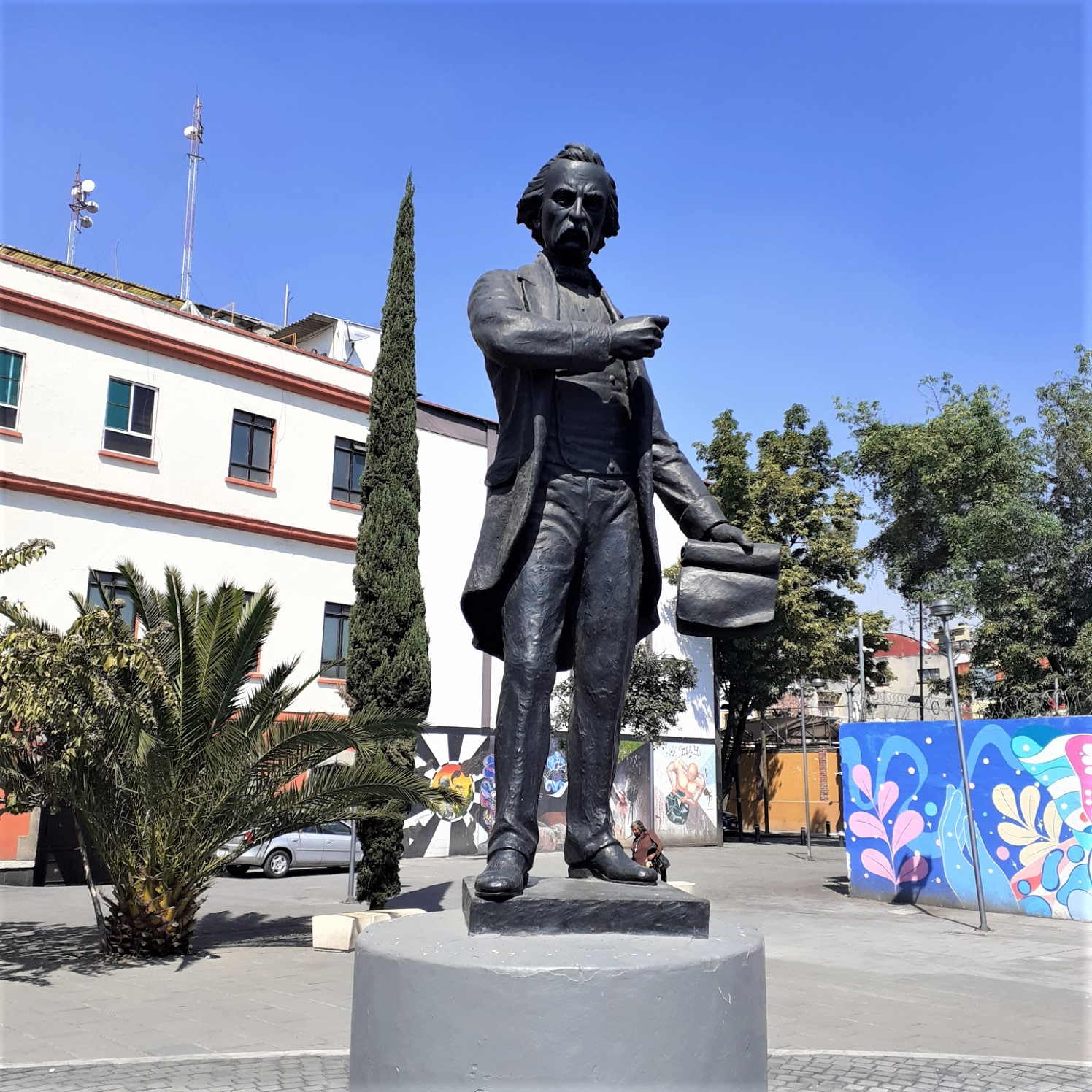
Monumento a Francisco Zarco, ubicado en la esquina de Zarco y Paseo de la Reforma, Ciudad de México.

Francisco Zarco inició su vida en el ámbito político a muy temprana edad. En 1844, cuando apenas tenía 15 años, entró al Ministerio de Relaciones Exteriores donde se desempeñó en la sección de traducciones, lo que da indicios de sus conocimientos de otros idiomas como inglés y francés.  En 1847 se instaló en Toluca, probablemente para incorporarse al ejército, como antes lo hiciera su padre. En esa ciudad fue invitado por el entonces Presidente de la Suprema Corte de Justicia de la Nación, Manuel de la Peña y Peña, y el ministro Universal Luis de la Rosa, a formar parte del Gobierno Provisional, ahí se dedicó a levantar las actas de la invasión norteamericana.  Zarco fue nombrado Oficial Mayor interino de las cuatro Secretarías que existían en esa época, cargo con el cual tuvo que trasladarse a la ciudad de Querétaro en octubre del mismo año.
El 12 de noviembre, el presidente interino, Pedro María Anaya, lo designó Oficial Mayor Interino de Relaciones Exteriores y le adjudicó el ejercicio de decretos. En ese mes, la Junta de Gobernadores también lo eligió como su secretario. Durante su desempeño en dichos cargos, este periodista se involucró en los preliminares de la paz y redactó algunos proyectos e instrucciones para los comisionados mexicanos. Su participación dio frutos hasta el 30 de mayo de 1848 cuando el Tratado de Guadalupe Hidalgo fue ratificado y firmado, restableciendo la paz entre México y Estados Unidos. Zarco, junto con el gobierno, regresó a la capital del país. Sin embargo, por esa época, una grave enfermedad azotaba al periodista, motivo que le impidió aceptar el cargo de secretario de la Legación en Washington, propuesto por De la Peña, y a cambio continuó con la labor de traductor en la Oficialía Mayor de Relaciones Exteriores. Con la entrada del gobierno de José Joaquín Herrera, Zarco fue sustituido por Francisco de la Parra.
El 16 de junio de 1851 el presidente Mariano Arista mandó una orden para que Zarco fuera cesado en su empleo del Ministerio. A finales de año, fue elegido diputado suplente por el estado de Yucatán en las elecciones para integrar el Congreso. Un año después se volvió miembro y posteriormente subsecretario de la Compañía Lancasteriana, promotora de la educación pública del país.
En febrero de 1856 fue elegido diputado por el estado de Durango al Congreso Constituyente de 1856 a 1857.
Ante el Congreso Extraordinario Constituyente de 1856 – 1857 realiza un discurso en el que defiende la libertad de imprenta con las siguientes palabras:
“Entrando ahora en la cuestión de la libertad de imprenta, he creído de mi deber tomar parte en este debate porque soy uno de los pocos periodistas que el pueblo ha enviado a esta asamblea, porque tengo en las cuestiones de imprenta la experiencia de muchos años, y la experiencia de víctima, señores, que me hace conocer inconvenientes que pueden escaparse a la penetración de hombres más ilustrados y más capaces y porque, en fin, deseo defender la libertad de la prensa como la más precisa de las garantías del ciudadano y sin la que son mentira cualesquiera otras libertades y derechos… Triste y doloroso es decirlo, pero es la pura verdad: en México jamás ha habido libertad de imprenta; los gobiernos conservadores y los que se han llamado liberales, todos han tenido miedo a las ideas, todos han sofocado la discusión, todos han perseguido y martirizado el pensamiento. Yo, al menos, señores, he tenido que sufrir como escritor público ultrajes y tropelías de todos los regímenes y de todos los partidos”.
De esta manera, se lee el pensamiento constructivo, crítico y revolucionario de este singular personaje en la historia de la prensa mexicana, y que tuvo como herramienta el diario para luchar por la libertad y la democracia, así como la búsqueda de una transformación del país tanto social como política con ideas progresistas.
Propone además, por primera vez en el país la fijación de un salario mínimo.
El 20 de enero de 1861, pese a lo crítico de su salud, Zarco aceptó incorporarse nuevamente en el Ministerio de Relaciones Exteriores. Tres años después, en septiembre de 1864, se exilió en Nueva York. En ese lugar permaneció al lado de su familia hasta el triunfo de la República en 1867.

### Pensamiento liberal
Francisco Zarco estuvo influenciado por las ideas liberales y republicanas de su época. Este pensamiento se manifestó en su amplia producción periodística, primordialmente en los editoriales que escribió para El Demócrata. En el “Prospecto”, publicado en el primer número, el periodista deja en claro la postura radical democrática y reformista sobre la que estuvo fincada ese proyecto:
Creemos […] que nuestras desgracias provienen de habernos detenido en la mitad del camino; que necesitamos seguir en todo el verdadero espíritu de la democracia; que debemos reformar todo aquello que sea contrario; que debemos procurar adelantar y siempre adelantar, a fin de que la libertad y la igualdad no sean sólo meras palabras escritas en constituciones.
En numerosos editoriales, el periodista se encargó de analizar la situación política del país; además, invitaba a los mexicanos a participar activamente en el proceso electoral de agosto de 1850 que, según él, sería determinante para el rumbo de la República.
En 1852 Francisco Zarco fundó el bisemanario humorístico: Las Cosquillas, cuya breve duración (del 5 de mayo al 9 de junio) se debe a la censura que le ocasionaron los artículos sediciosos y calumniosos en contra del gobierno. En el número 9 se publicó el Artículo sin fondo: "¿Qué sucede?"; en este se especulaba acerca de intención de Arista de dar un golpe de Estado. El proceso judicial para dictaminar la aprehensión de Zarco, quien asumió la autoría de ese artículo, terminó en diciembre. Finalmente, con 58 votos a favor, el Congreso llegó a la resolución de negar tal orden del presidente, ya que, en su calidad de diputado, Zarco no podía ser enjuiciado directamente.
Años más tarde, el duranguense escribió dos folletos que causaron indignación en el ala conservadora del país: Las matanzas de Tacubaya, publicado el 13 de mayo de ese mismo año, y Comentarios del tratado de Miramar y dificultades prácticas para la transformación monárquica de México de 1864. El primero de esos textos denunciaba la matanza brutal de civiles y de soldados liberales pertenecientes al bando de Santos Degollado luego de su derrota en la batalla de Tacubaya en abril de 1859. En su crónica, el periodista dejaba entrever que no le parecía adecuada la forma de proceder del bando conservador, sino que lo consideraba un atentado vil en contra de las garantías individuales de cualquier ser humano. Por esta declaración, nuevamente fue llevado a la cárcel bajo las órdenes de Miguel Miramón. El encierro duró siete meses hasta que, con el triunfo liberal en diciembre de 1860, salió libre. De 1861 a 1863 continuó con su labor de ministro de Relaciones Exteriores y viajó a San Luis Potosí con el gabinete de Benito Juárez. En esa ciudad una vez más fue elegido diputado y Presidente en la Comisión Permanente del Congreso.

### Congreso Constituyente
El 18 de febrero de 1856 Francisco Zarco comenzó sus funciones como diputado por el estado de Durango y cronista oficial del Congreso Constituyente. Se dedicó a transcribir las aportaciones de sus compañeros y en algunas ocasiones él mismo hizo intervenciones, principalmente en aquellos debates en torno a las garantías individuales, la pena de muerte a los presuntos delincuentes, la libertad de prensa, la educación del pueblo, los tratados internacionales y el tráfico de mercancías. A Zarco también le fue encomendada la redacción del manifiesto preliminar de la Constitución de 1857, en la cual se destacaba el ejercicio de soberanía que debería ejercer el pueblo a partir de ese momento, como la libre elección de los dirigentes, el derecho de “alterar o modificar la forma de su gobierno” y la voluntad del pueblo para afirmarse como una república libre y democrática. Dicho texto fue leído el 5 de febrero de 1857, en la misma asamblea en que fue aprobada la Constitución.
En un principio, las crónicas de las sesiones se publicaron en El Siglo Diez y Nueve y posteriormente se recabaron en la obra más reconocida de Zarco, la Historia del Congreso Extraordinario Constituyente de 1856 y 1857. Esta obra cuenta con varias ediciones. La primera versión fue publicada en 1857 por la Imprenta de Ignacio Cumplido y estuvo dividida en dos tomos. La segunda edición -de 1898 a 1901- se dividió en cinco tomos y fue ordenada por Agustín Verduzco; en ella se integraron las reformas y leyes constitucionales promulgadas hasta esos años. En 1916, otra edición, titulada Historia del Congreso Constituyente de 1857,fue acordada en Veracruz por Venustiano Carranza.En 1957, El Colegio de México publicó la Crónica del Congreso Extraordinario Constituyente (1856-1857), con un estudio preliminar y notas de Catalina Sierra Casasús. En 2007, el Senado de la República presentó su edición Historia del Congreso Constituyente 1857. Por último, en 1987, una edición de la Historia del Congreso Constituyente de 1856 y 1857,  fue publicada a cargo del Instituto Nacional de Estudios Históricos de la Revolución Mexicana.

## Fallecimiento
El 22 de diciembre de 1869 Francisco Zarco muere a causa de una tuberculosis pulmonar. Su nombre está inscrito en la Cámara de Diputados. Sus restos reposan en el histórico Panteón de San Fernando, donde también reposan los restos de Benito Juárez, de quien fue colaborador y amigo leal.[cita requerida]

## Familia
Perteneció a la misma familia que Ignacio Ramírez "El Nigromante", Adolfo López Mateos y Juan A. Mateos.